# Anthostomella sabinianae
Anthostomella sabinianae är en svampart som beskrevs av S.M. Francis 1975. Anthostomella sabinianae ingår i släktet Anthostomella och familjen kolkärnsvampar.   Inga underarter finns listade i Catalogue of Life.